# 奈良女子大学附属中等教育学校の人物一覧
奈良女子大学附属中等教育学校の人物一覧 - （ならじょしだいがくふぞくちゅうとうきょういくがっこうのじんぶついちらん）は、奈良女子大学附属中等教育学校に関係する主な人物の一覧記事。

## 著名な出身者

### 政治（立法・行政・司法）
- 荒井正吾 - 前奈良県知事、元参議院議員（奈良県選挙区選出；自民党）
- 岡本全勝 - 元内閣官房参与。元復興庁事務次官・統括官、元内閣府官房審議官、元内閣審議官、元自治大学校校長、元消防大学校校長、元内閣総理大臣秘書官
- 福田進 - 元内閣官房副長官補。元国税庁長官、元日本損害保険協会副会長
- 竹内行夫 - 最高裁判事
- 木村愼作 - 元大阪府副知事
- 上田清 - 政治家、大和郡山市長

### 宗教
- 森本公誠 - 東大寺長老

### 学術
- 井川スミス史子 - マギル大学名誉教授・元准副学長
- 川北稔 - 大阪大学名誉教授
- 松本紘 - 京都大学総長（2008年 - 2014年）、国際高等研究所所長（2018年 - ）
- 中森喜彦 - 刑法学者、京都大学名誉教授
- 東樋口護 - 公立鳥取環境大学副学長、教授
- 秋本吉徳 - 国文学者
- 上井喜彦 - 埼玉大学学長
- 谷口功 - 熊本大学長、国立高等専門学校機構理事長
- 川北英隆 - 京都大学大学院経営管理研究部教授
- 島悟 - 医学者、精神科医
- 高橋裕子 (医学者) - 医師、予防医学者
- 砂野幸稔 - 熊本県立大学教授
- 中室牧子 - 教育経済学者、慶應義塾大学教授

### 経済・実業
- 山口昌紀 - 近畿日本鉄道元社長・会長
- 秋山咲恵 - 実業家

### マスメディア
- 吉田小江子 - 元レポーター

### 文芸
- 井上理津子 - ノンフィクションライター
- 森見登美彦 - 小説家
- 今村翔吾 - 歴史小説・時代小説作家
- 白乃雪 - 漫画家

### 美術
- マサヤ・イチ - グラフィックデザイナー

### 音楽
- 水谷川忠俊 - 作曲家
- 氷置晋 - シンガーソングライター
- 吉野晃一 - 歌手

### 舞台芸術・芸能
- 鳴海潮 - 元宝塚歌劇団副星組組長
- 津島勝 - テレビ演出家、映画監督
- 鵜山仁 - 演出家
- 八嶋智人 - 俳優
- 松村武 - 演出家
- 西田幸治 - 吉本興業のお笑いコンビ・笑い飯
- 平岡香純 - 映画監督

## 著名な教職員
- 森一郎 - 元英語教員、『試験にでる英単語』著者